# Andrej Cvinček
Andrej Cvinček (27. listopadu 1880 Olešná – 16. května 1949 Nitra) byl slovenský a československý římskokatolický kněz a politik, poválečný poslanec Prozatímního Národního shromáždění a Slovenské národní rady za Demokratickou stranu.

## Biografie
Působil jako římskokatolický kněz. Vystudoval gymnázium v Žilině a Nitře a absolvoval studium teologie v Budapešti. Roku 1904 byl vysvěcen na kněze. Působil potom coby kaplan na různých místech na Slovensku (Nováky, Horná Súč, Čápor), byl administrátorem v Mojtíně a farářem v Krásnu nad Kysucou. Od roku 1926 vykonával úřad kanovníka v Nitře. V roce 1937 se stal papežským prelátem, roku 1938 apoštolským protonotářem a roku 1940 kanovníkem lektorem.
Už před rokem 1918 přispíval do náboženského tisku. Zabýval se též ovocnářstvím a zahradnictvím. Byl členem Spolku svatého Vojtěcha.
V meziválečném období byl v rámci katolického kléru na Slovensku stoupencem čechoslovakismu. Od roku 1925 byl členem Československé strany lidové. Cvinček se spolu s Martinem Mičurou podílel na založení slovenské organizace této, dosud převážně v českých zemích působící, strany. Byl členem jejího předsednictva. Od roku 1928 až do roku 1938 zasedal za ČSL v Slovenském zemském zastupitelstvu.
Nesouhlasil s politikou tzv. slovenského štátu a byl aktivní v odboji. Patřil mezi účastníky Slovenského národního povstání a zasedal v povstalecké Slovenské národní radě.
V letech 1945–1946 byl poslancem a místopředsedou Prozatímního Národního shromáždění za Demokratickou stranu. Poslancem byl do roku 1946 do konce funkčního období (do parlamentních voleb v roce 1946).
Na základě výsledků parlamentních voleb roku 1946 byl zvolen do Slovenské národní rady. V letech 1946–1948 byl místopředsedou Slovenské národní rady. Mandátu poslance SNR se vzdal v březnu 1948.
Po válce zastával post nitranského kanovníka. V březnu 1946 patřil mezi členy Demokratické strany, kteří uvažovali o odchodu a utvoření nové formace nazývané pracovně Křesťansko-republikánská strana. V dubnu ale s ním vedení Demokratické strany podepsalo takzvanou aprílovou (dubnovou) dohodu, která vyšla vstříc programově i personálně katolickému táboru. Výsledek dohody zavazoval Cvinčeka a další politiky odvolat svůj podpis pod vznikem nové strany. Vrátil se pak do Demokratické strany a od roku 1946 zasedal v jejím užším předsednictvu (nová katolická strana vznikla jako Strana slobody, ale oslovila jen menší část původních aktivistů). Byl místopředsedou Demokratické strany. V roce 1946 byl zatčen jeho spolupracovník Ján Kršjak a označen za exponenta bývalé HSĽS. V roce 1947 se Andrej Cvinček v policejních zprávách uvádí jako kanovník a politik a jeden těch z představitelů Demokratické strany, který je zároveň hodnostářem katolické církve.